# Silent Night – Und morgen sind wir tot
Silent Night – Und morgen sind wir tot (Originaltitel: Silent Night) ist eine britische apokalyptische schwarze Komödie aus dem Jahr 2021 von Camille Griffin mit Keira Knightley, Roman Griffin Davis, Lily-Rose Depp und Annabelle Wallis in den Hauptrollen.
Der Film zeigt eine Gruppe von Freunden, die sich zu einem letzten Weihnachtsfest wiedervereinen, kurz bevor eine zweideutige Apokalypse die gesamte Menschheit auslöschen wird.

## Handlung
Das Ehepaar Nell und Simon veranstaltet jedes Jahr auf seinem Landsitz ein Weihnachtsessen für ihre ehemaligen Schulfreunde und deren Ehepartner. Dieses Weihnachten ist ein besonderer Anlass, bei dem sich alle formelle Kleidung anziehen und die Kinder fluchen dürfen. Nach und nach wird bekannt, dass die britische Regierung aufgrund einer drohenden Umweltkatastrophe, bei der eine gigantische, rollende Giftgaswolke (die wenige Minuten nach zahlreichen kleineren grünen Tornados folgt, die allgemein als Vorboten der bevorstehenden Gefahr gelten) die meisten Lebensformen töten wird, Selbstmordpillen für einen schnellen und einfachen Tod ausgegeben hat, bevor die Wolke Großbritannien erreicht. Die Selbstmordpillen wurden an die gesamte Bevölkerung verteilt mit Ausnahme der Obdachlosen und der illegalen Einwanderer. Nell, Simon und der Rest ihrer Freunde haben einen Selbstmordpakt geschlossen, um die Pillen zu nehmen und sie ihren Kindern zu geben. Doch während James und seine Freunde sich über die Entscheidung einig sind, hat seine junge Frau Sophie kürzlich herausgefunden, dass sie schwanger ist, und sie ist sich noch nicht sicher, ob sie die Pille nehmen soll.
In der Nacht kommt es zu mehreren Konfrontationen: Kitty bekommt eine Puppe geschenkt, die ihr ähnelt, und sie umarmt ihren Vater, weigert sich jedoch, Sandra zu umarmen, obwohl diese sie darum bittet; Art findet den Akt des Schenkens lächerlich, also schlägt er auf die Erwachsenen ein und rennt aus dem Zimmer; Sandra erzählt James, dass sie ihn geliebt habe, als sie in der Schule waren, und sich gefragt habe, warum sie nie Sex hatten; Tony ist sichtlich verärgert über ihr Eingeständnis und behauptet, er habe nie einen Fehler gemacht. Bella sagt, dass sie einmal Sex hatten, bevor er mit Sandra zusammenkam; Alex fühlt sich während der Feierlichkeiten ausgeschlossen, was dazu führt, dass sie zu viel trinkt und in ihrem Bett ohnmächtig wird.
Nell, Simon und ihre Kinder videochatten mit Nells Mutter, die im Ausland ist, um sich zu verabschieden. Sie sieht die Gaswolke kommen, legt also auf und nimmt die Pille. Das Gespräch lässt ihren Ältesten, Art, verzweifelt zurück. Er beginnt zu spekulieren, dass die Regierung und die Wissenschaftler falsch liegen. Art kommt mit seinen Ängsten auf James und Sophie zu. Sophie verrät ihm daraufhin, dass sie schwanger ist und daher die Pille nicht einnehmen möchte. Art sagt seinen Eltern, dass er die Pille nicht nehmen wird; dies gipfelt darin, dass er nach einer Diskussion wegläuft. Schon bald entdeckt Art eine Familie, darunter ein Baby, am Straßenrand. Sie sind tot und im Auto liegen mehrere Packungen der Pille. Geschockt beginnt Art zu schreien, als die kleinen grünen Tornados sich um ihn drehen. Seine Schreie ermöglichen es Simon, ihn zu finden, und er trägt ihn nach Hause.
Als die Gruppe nach Hause zurückkehrt, stellt sie fest, dass es schon nach Mitternacht ist und Zeit, ihre Pillen einzunehmen. Sie begeben sich in ihre Zimmer, um sich zu verabschieden. Art wird ohnmächtig und Nell hält ihn fest, während Simon seinen Kindern die Pillen gibt. Die Jungs bitten um Getränke, um die Pillen einzunehmen, also besorgt Simon ihnen kohlensäurehaltige Getränke. Unterdessen setzt James Sophie unter Druck, die Pille einzunehmen, und sagt, er werde es nicht tun, es sei denn, sie täte es auch; schließlich nehmen sie sie. Bella versucht Alex zu wecken, damit sie ihre Pille einnimmt, und zwingt sie, sie einzunehmen, während sie sehr betrunken ist, aber sie wacht auf und erbricht die Pille. Bella sagt ihr, dass sie fünf Minuten Zeit haben, und während sie in der Küche tanzen, nutzt Bella die Ablenkung, um Alex zu erstechen. Beide sterben bald darauf. Tony, Kitty und Sandra liegen alle in einem Bett und warten auf den Tod, als Kitty sich an ihre Puppe erinnert und rennt, um sie zu holen, während Sandra sie erneut um eine Umarmung bittet. Als Kitty zurückkommt, sieht sie, dass ihre Eltern tot sind, kriecht zwischen ihnen hindurch und umarmt schließlich Sandra. Nell bemerkt, dass Art aus Augen, Nase und Ohren geblutet hat. Erschrocken nimmt die ganze Familie schnell ihre Pillen und legt sich neben Art.
Am nächsten Morgen stellt man fest, dass alle tot sind. Die letzte Einstellung konzentriert sich auf Art, der plötzlich die Augen öffnet.

## Hintergrund
Im Januar 2020 wurde bekannt gegeben, dass Camille Griffin mit dem Film ihr Spielfilmdebüt geben wird, mit Keira Knightley, Roman Griffin Davis, Matthew Goode und Annabelle Wallis in den Hauptrollen. Lily-Rose Depp, Kirby Howell-Baptiste, Davida McKenzie, Rufus Jones, Sope Dirisu und Lucy Punch wurden im nächsten Monat besetzt, die Dreharbeiten begannen am 17. Februar.
Die Filmmusik wurde von Lorne Balfe komponiert.

## Rezeption
Auf der Rezensions-Aggregator-Website Rotten Tomatoes, 65 % von 110 Kritikern’ Die Bewertungen sind positiv, mit einer durchschnittlichen Bewertung von 6,2/10. Der kritische Konsens der Seite lautet: „Mit diesen Charakteren Zeit zu verbringen, kann viel verlangt sein, aber Silent Night blickt in den Abgrund.“ Auf Metacritic hält der Film eine Bewertung von 52 von 100 basierend auf 22 Kritikern, was auf „gemischte oder durchschnittliche Bewertungen“ hinweist.